# Чітра та Шера
«Чітра та Шера» (пенджаб. چترا تے شیرا) — пакистанський історичний фільм-бойовик 1976 року, знятий пенджабською мовою режисером Ікбалом Кашмірі та продюсером Бабаром Ікбалом, де Шахназ, Йоусуф Хан, Асія, Султан Рахі та Іляс Кашмірі виконали головні ролі.

## Акторський склад
- Шахназ – Решма
- Йоусуф Хан – Шера[2]
- Асія – Аміна[2][3]
- Султан Рахі – Чітра Даку[2][3]
- Мунавар Заріф – Бута Сінґ[3]
- Наяр Султана – Маліка Джазббат
- Адіб – Фаранджі[2]
- Афзаал Ахмед – Фаранджі[3]
- Іляс Кашмірі – Фаранджі
- Вахіда Хан
- Камаль Ірані[3]
- Шейх Ікбал – Лала Тармдас[3]
- Наїм Хашмі
- Атія Шарф
- Султан Ікбал
- Рехана Бабарі
- Хамід Хуссан
- Алі Еджаз
- Наджма
- Джаґґі
- Шах Наваз
- Наджма Мехбуб